# 3956 Caspar
3956 Caspar eller 1988 VL1 är en asteroid i huvudbältet som upptäcktes den 3 november 1988 av den danska astronomen Poul Jensen vid Brorfelde-observatoriet. Den är uppkallad efter upptäckarens barnbarn, Caspar Karstensen.
Asteroiden har en diameter på ungefär 5 kilometer och den tillhör asteroidgruppen Flora.